# 教興寺の戦い
教興寺の戦い（きょうこうじのたたかい）は、永禄5年（1562年）5月20日に、河内高安郡教興寺村（現在の大阪府八尾市教興寺）付近であった三好長慶と畠山高政との合戦。教興寺合戦とも呼ばれる。

## 会戦までの経緯
永禄3年（1560年）10月、河内守護の畠山高政とその重臣・安見宗房が三好長慶に敗れ、高屋城と飯盛山城は長慶の手に落ちていた。
翌永禄4年（1561年）7月、和泉守護代の松浦萬満を後見していた長慶の三弟・十河一存が死去すると、それを機に畠山高政と近江国の六角義賢が手を組む。同月のうちに、畠山高政・安見宗房・根来衆は紀伊から和泉へと侵攻し、同月28日、六角義賢は東山の勝軍山城に入り、京都をうかがった。
永禄5年（1562年）3月5日、畠山勢は和泉国久米田（岸和田市）で長慶の長弟・三好実休を討ち取り高屋城を奪還（久米田の戦い）。それを受けて3月6日、長慶の嫡男・義興と松永久秀は将軍・足利義輝を京から石清水八幡宮に移し、翌7日、六角勢が入京した。和泉の岸和田城には長慶の次弟・安宅冬康がしばらく籠っていたが退城。飯盛山城には三好長慶が籠城し、安見宗房と根来寺衆がそれを攻め立てた。

## 教興寺の戦い
永禄5年（1562年）5月、三好勢は反撃に出る。5月10日、阿波に退いていた三好康長・加地盛時・三好盛政・篠原長秀・矢野虎村らが尼崎に着陣。これに三好義興・三好長逸・三好長虎・三好政生・松永久秀・松山重治・池田長正が合流した。
5月20日、三好軍は河内国教興寺（八尾市）に陣取る畠山方の紀伊国人・湯川直光と根来衆へと攻め掛かり、これを打ち破った。
大館晴光の当時の書状によると、はじめ飯盛山城を囲む根来衆と三好義興・康長勢の間で戦いが始まり、畠山方に付いていた一部の松浦勢が崩れて陣所で火が上がったという。それを見た長慶勢が飯盛山城から打って出て畠山方を挟撃し、湯川直光が最初に討死し、紀州勢が総崩れとなった。
この戦いで畠山方は600余人が討ち取られた（『細川両家記』）。一旦高屋城に入った高政は大和国宇智郡へ退き、安見宗房は大坂寺内町に逃れ、その子・野尻孫五郎は鷹山谷（生駒市）へ、薬師寺弼長は東国へと逃れた。将軍・義輝の伯父の大覚寺義俊は越前に逃れるため、政所執事の伊勢貞孝・貞良父子とともに近江坂本（大津市）に移っている。
摂津の三宅国村は畠山方に付いて、5月20日に摂津国豊島郡で火を放っているが、教興寺の戦いの結果を受けて居城を捨て、牢人となったという（『細川両家記』）。

## 戦後の状況
この戦いの直後、松永久秀は大和に入り、5月23日までに鷹山・十市・筒井・吐田・宝来などの反三好方の諸城を落城させた。6月2日には、六角義賢が長慶と和睦して近江へ引き上げ、6月22日、足利義輝が京都に戻った。畠山氏から再度奪った高屋城には三好康長ら三好実休の重臣たちが入り、南河内の支配を行うこととなる。
教興寺の戦いで勝利した三好氏は、大和・南河内から畠山氏の勢力を排除し、両国における支配を確かなものにしていった。畠山氏の高屋城への復帰は、永禄11年（1568年）9月の足利義昭・織田信長の上洛を待つこととなる。